# أهل الغرام 2 (مسلسل)
أهل الغرام مسلسل سوري من إخراج الليث حجو تم إنتاجه عام 2008 وهو الجزء الثاني من مسلسل أهل الغرام الذي أنتج عام 2006.

## أحداث الجزء الثاني
ويستكمل أهل الغرام في الجزء الثاني بقية القصص العاطفية، وتنتهي هذه القصص بالفشل؛ بسبب ظروف مختلفة اجتماعية، أو مادية، أو لها علاقة بالدين، أو العادات والتقاليد لتتكون لدى الجمهور حالة من التعاطف مع شخصيات المسلسل. ويتميز الجزء الثاني بأنه مستوحى من قصص حب حقيقية ومواضيع أكثر انتشارا وأكثر علاقة بالمشاهد، حيث يعتمد على رسائل المشاهدين الذين يحكون عن علاقاتهم العاطفية التي عاشوها 

## الممثلون المشاركون
- سامر المصري
- رغداء شعراني
- ضحى الدبس
- أندريه سكاف
- نادين سلامة
- رامي حنا
- صبا مبارك
- لورا أبو أسعد
- ديمة قندلفت
- مكسيم خليل
- خالد القيش
- ندين تحسين بيك
- قصي خولي
- إيفلين حسن
- صفاء سلطان
- طلال مارديني
- رولا ذبيان